# Площадь Петровские Ворота
Пло́щадь Петро́вские Воро́та — одна из центральных площадей Москвы на Бульварном кольце между Петровкой и Страстным и Петровским бульварами. Относится к Тверскому району.

## История
Название начала XIX века напоминает о существовавших здесь с конца XVI века воротах в башне стены Белого города на её пересечении с улицей Петровка.

## Описание
Площадь Петровские Ворота образована пересечением Петровки с Бульварным кольцом. С запада на неё выходит Страстной бульвар и Большой Путинковский переулок, с востока — Петровский бульвар.

## Общественный транспорт
- Станции метро  Пушкинская,  Тверская,  Чеховская
- Автобусы м5, с511